# Budynek administracyjny dawnej rzeźni miejskiej w Iławie
Budynek administracyjny dawnej rzeźni miejskiej w Iławie – zabytkowy budynek w Iławie.
Budynek jest pozostałością kompleksu budynków dawnej rzeźni miejskiej, wzniesionego w 1891. Budynek administracyjny jest budowlą dwu- i półkondygnacyjną w stylu neogotyckim. Elewacja frontowa składa się z sześciu osi, z których dwie środkowe ujęte są w płytki ryzalit. Na jego szczycie znajduje się facjatka zwieńczona pazdurem. Otwory okienne i drzwiowe zwieńczone są łukiem odcinkowym. Pod oknami na drugiej kondygnacji znajdują się zdobienia w postaci płycin. Do północnej, szczytowej ściany dobudowana jest klatka schodowa. Ściany zewnętrzne nie są otynkowane.
Budynek wpisany jest do rejestru zabytków pod numerem A-4498 z 4.2.2008. 